# ♂

Símbolo de Marte

O Símbolo de Marte (♂) é uma representação de um círculo com uma seta emergindo dele, apontando para um ângulo para a parte superior direita. Como símbolo astrológico representa o planeta clássico Marte.
Em zoologia e botânica, é usado para representar o masculino (ao lado do símbolo astrológico para Vênus representando o feminino), seguindo uma convenção introduzida por Linnaeus na década de 1750. Está codificado pelo Unicode como "MALE SIGN" em U+2642 no bloco Símbolos Diversos.

## Representações
O Símbolo de Marte (♂) pode representar:
- O masculino.
- Na astronomia e na astrologia, o planeta Marte.
- Em estabelecimentos públicos, o banheiro dos homens.
- Em automóveis, carros da Volvo.

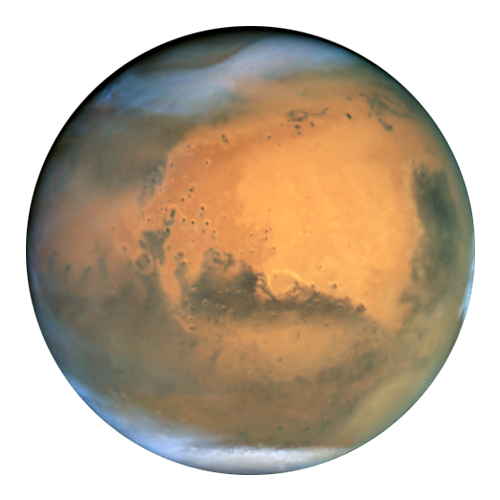
Marte